# آرون ديفيس
آرون ديفيس (بالإنجليزية: Arron Davis)‏ هو لاعب كرة قدم بريطاني، ولد في 11 فبراير 1972 في Wanstead ‏ في المملكة المتحدة. لعب مع كولتشستر يونايتد ونادي بليموث أرجايل ونادي توركي يونايتد.